# Stazione di Bardonecchia
Stazione di Bardonecchia vasútállomás Olaszországban, Bardonecchia településen.

## Vasútvonalak
Az állomást az alábbi vasútvonalak érintik:
- Torino–Modane-vasútvonal

## Kapcsolódó állomások
A vasútállomáshoz az alábbi állomások vannak a legközelebb:
- Gare de Modane
- Stazione di Beaulard